# Enroig

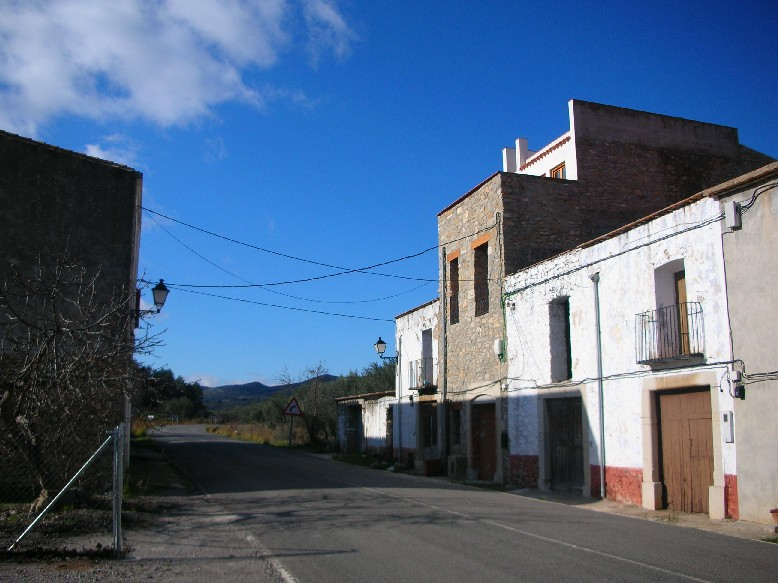
Enroig; part occidental de la caseria.

Enroig és un barri o llogaret del municipi de Xert (Baix Maestrat). Apareix escrit "Anroig" en alguns documents i mapes en castellà. La població era de 51 habitants el 2006.

## Particularitats
Aquesta caseria està situada a ponent de Xert, a la vora de la carretera que va de Vinaròs a Morella. Fins a mitjans del segle xx hi havia fondes a Enroig on pernoctaven els viatgers dels carruatges que viatjaven entre aquestes dues ciutats.

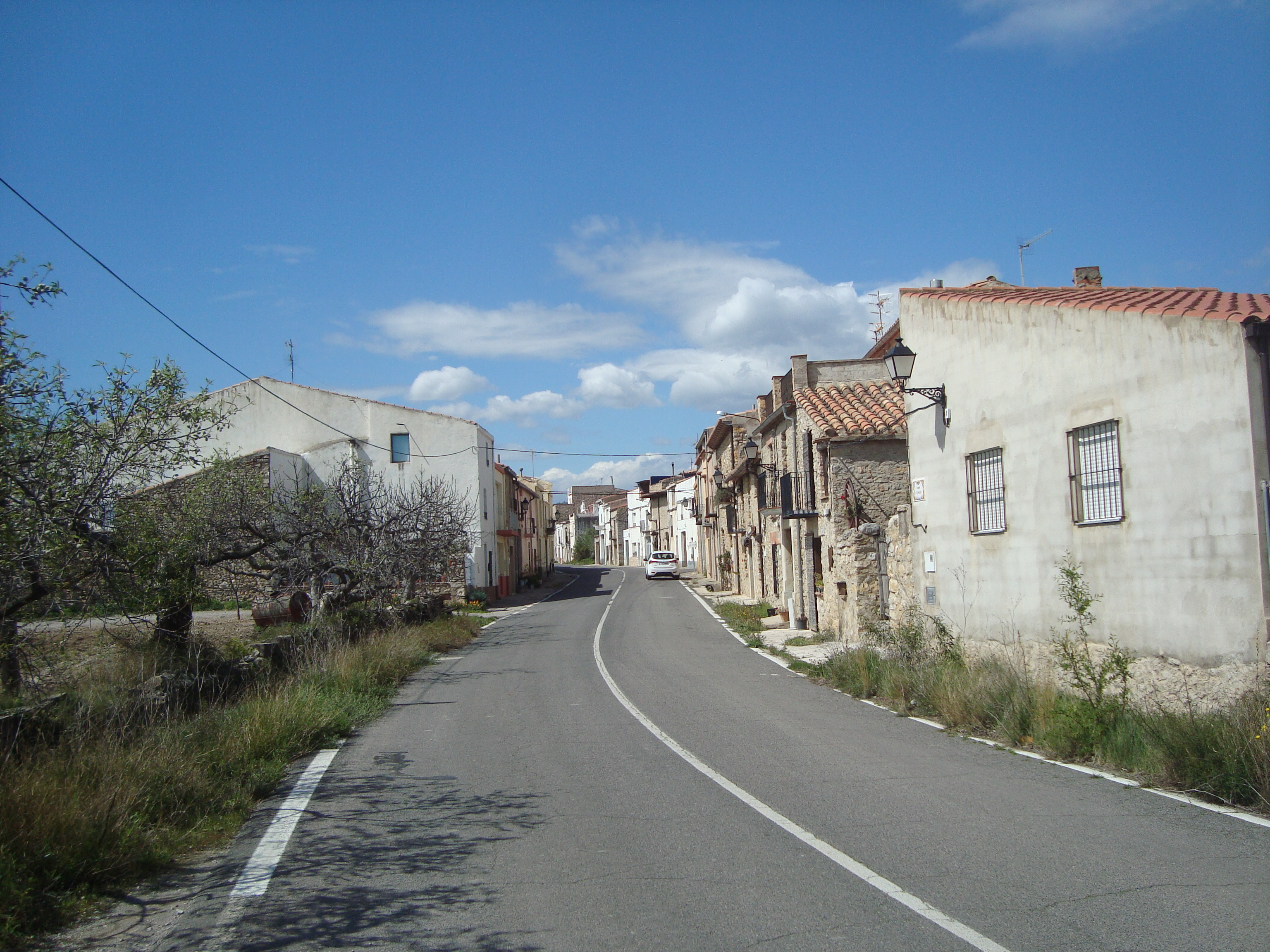
Barri d'Anroig (Xert)

La rambla de Cervera o riu Sec es passa al sud del llogaret, molt a la vora d'aquest.

## Llocs d'interès

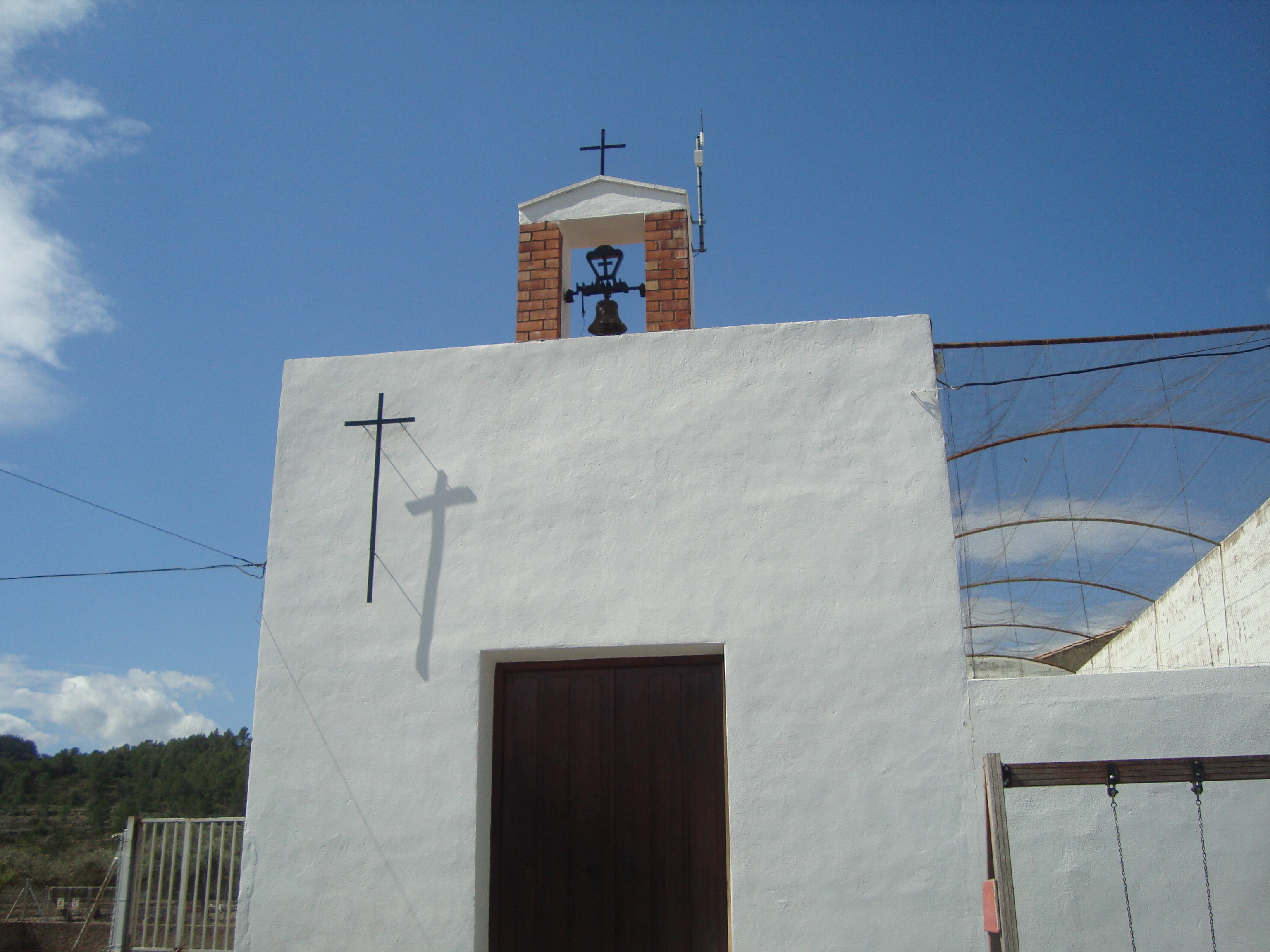
Capella de la Mare de Déu del Pilar (Enroig, Xert)

- Capella de la Mare de Déu del Pilar (Enroig, Xert)Capella d'Enroig, dedicada a la Mare de Déu del Pilar